# Z55/56次列车
Z55/56次列车是中国铁路运行于北京市与甘肃省兰州市之间之间的直达特快列车，自2009年7月3日起开行，由兰州铁路局兰州客运段北京车队负责客运任务，为甘肃第一班直达特快列车、直达等级进京列车。列车使用中国铁路25T型客车，沿京广铁路、石太客运专线、太中銀铁路及包兰铁路运行，途经北京、河北、山西、陝西、寧夏、甘肅四省一市一區，全程1569公里。其中北京西站至兰州站运行16小时51分，使用车次为Z55次；兰州站至北京西站运行16小时21分，使用车次为Z56次。

## 历史
长期以来，随着甘肃经济的快速发展，前往北京的旅客日趋增加，每逢春运、暑运、黄金周和其他节假日，相关的车票就特别紧张，运能与运力矛盾凸显，尤其是当民众的生活水平提高后，选择卧铺出行的更多，为了解决运力瓶颈，兰州铁路局开始向中国铁道部申请开行进京的直达特快列车。2009年7月1日零时起，中国铁路开始实施新的旅客列车运行图，兰州铁路局在此次调图中获准增开两对旅客列车，其中便包括兰州至北京西的直达特快列车，车次使用Z55/56次。
2009年7月3日14时25分，首趟Z55/56次列车驶出兰州火车站，成为兰州铁路局开行的唯一一趟跨局直达特快列车，同时也结束了甘肃省没有直达特快列车的历史。列车经由陇海线、京广线运行，沿途只停天水、石家庄两站，与此前兰州－北京的T75/76次列车相比，时间缩短了2个小时，但票价相同（高级软卧除外，T75/76次未挂高级软卧车）。在开行首日，乘车人数便达到了673人，上座率为87.4%。
2011年1月11日，随着太中铁路建成通车，Z55/56次列车改为经由包兰线、太中银线、石太客运专线和京广线运行，其中下行的运行时间缩短1小时01分，上行缩短2小时06分。列车的停站也调整为停靠太原和石家庄北，不再经过天水。自2012年7月1日起，列车上行又增加中卫停站，下行则增加阳泉北、中卫停站。

## 列车编组

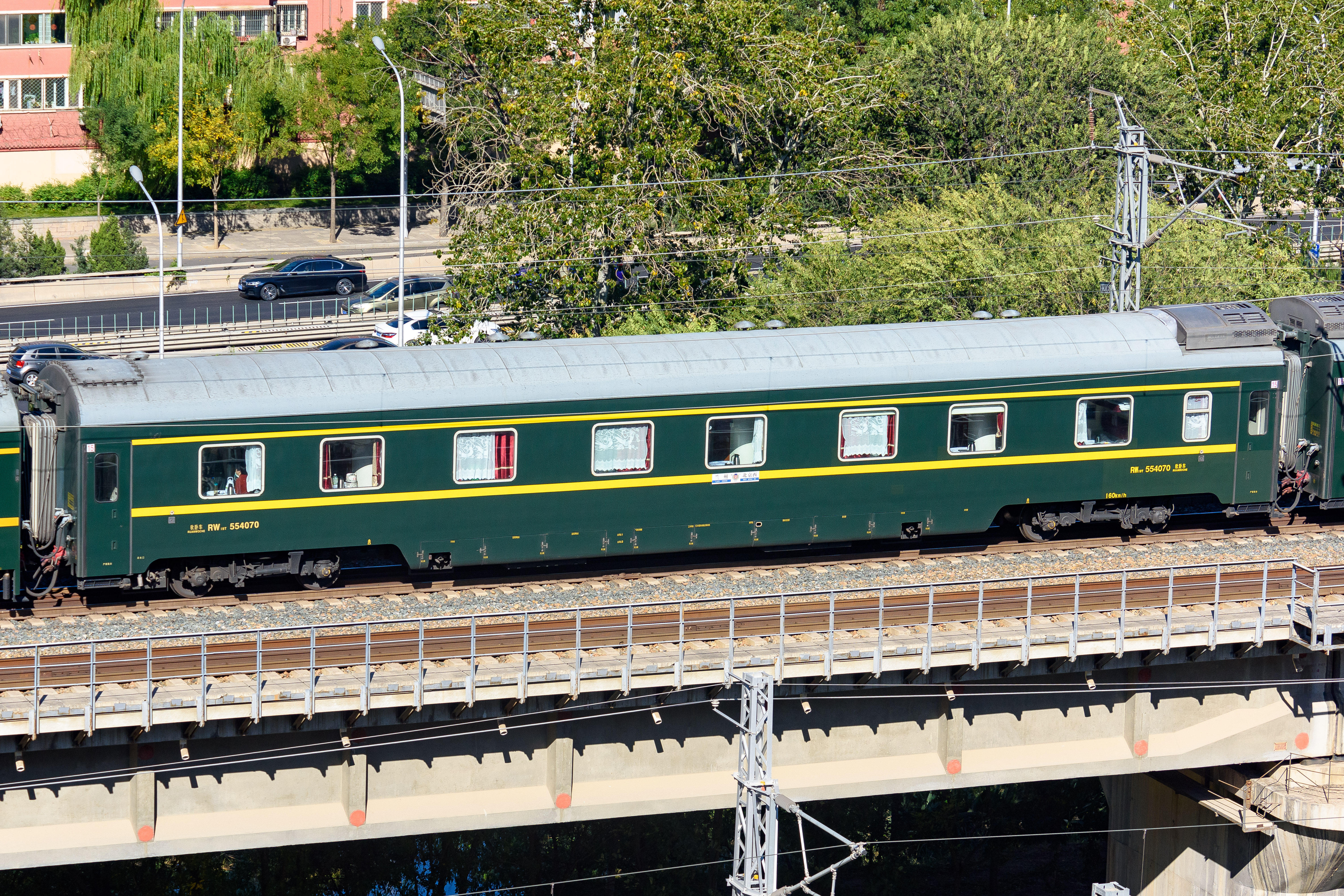
Z56次列车编组中的RW19T型高级软卧车

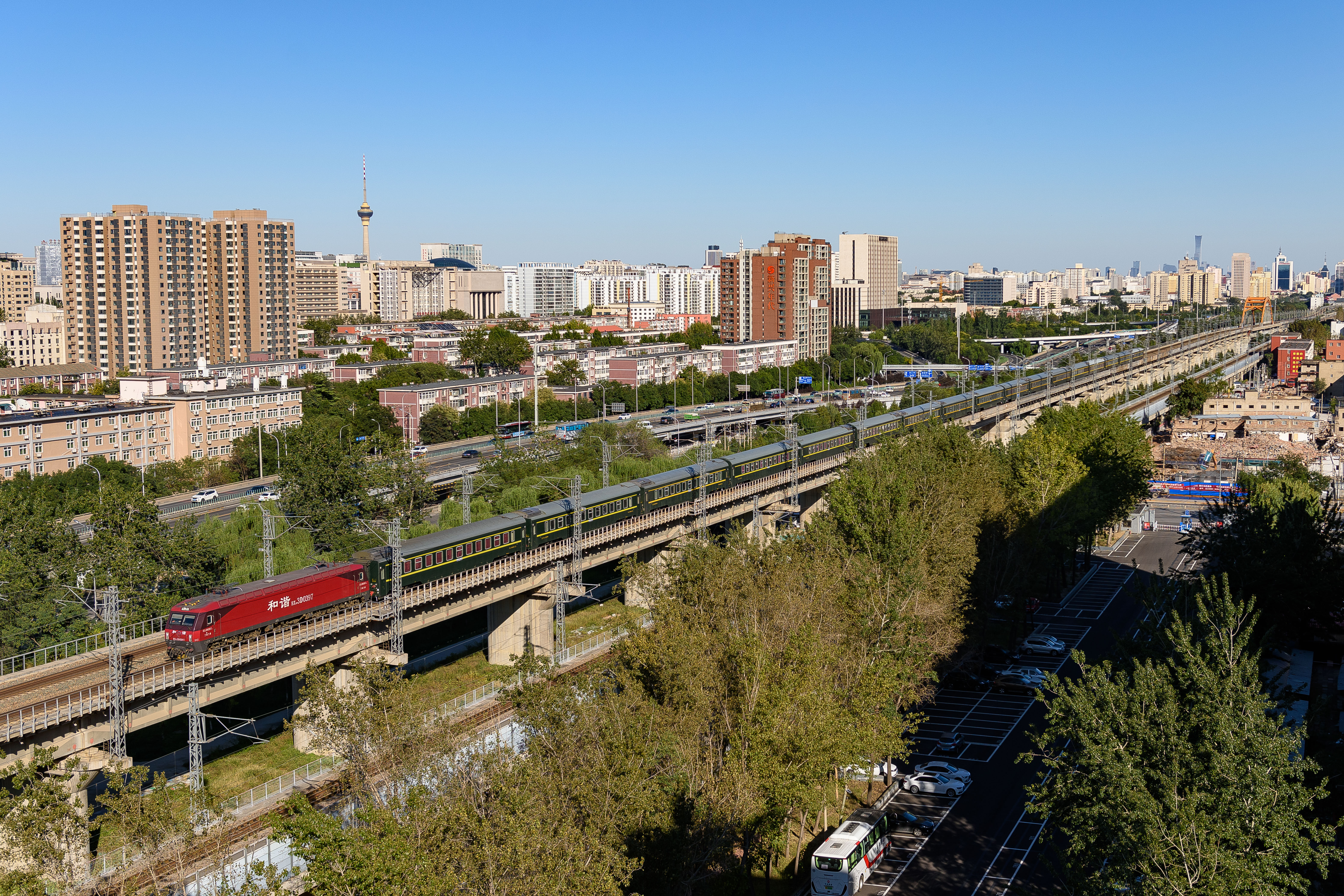
配属兰州西机务段的和谐3D型电力机车第0397号牵引Z55次列车行驶在西长线青塔蔚园段（2021年10月摄）

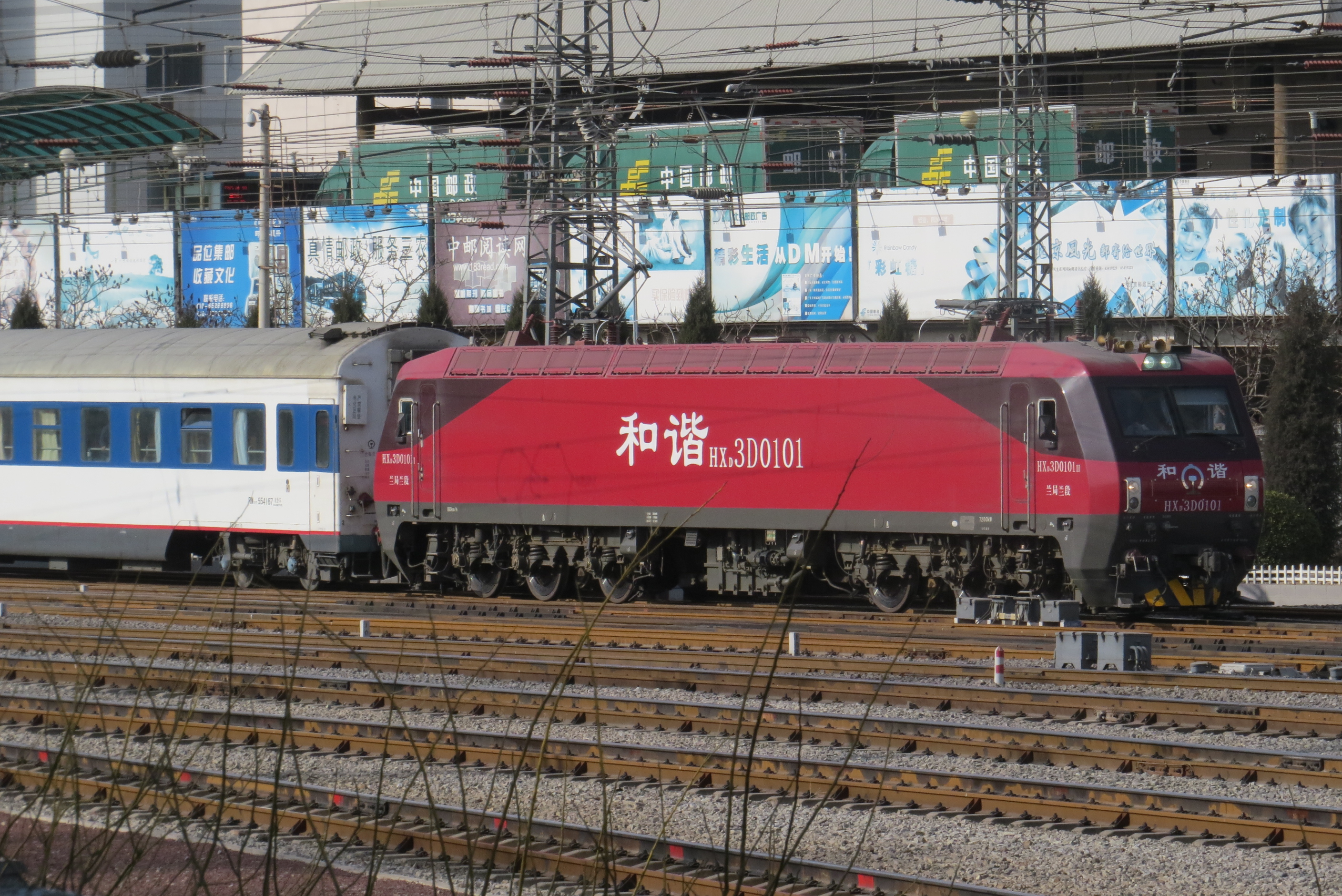
配属兰州西机务段的和谐3D型电力机车第0101号牵引Z56次列车通过北京西站西侧的邮件处理中心（2015年1月摄）

Z55/56次列车自开行起便采用中国铁路25T型DC600V机车直供电车底，采取18辆编组，其中软卧车4辆、高级软卧车1辆、餐车1辆、硬卧车12辆，这些车底最初用于北京西至汉口的Z3/4次列车。列车乘务工作由兰州客运段北京车队担当，为打造品牌列车的特色，进一步加强服务水平，该段在全部500多乘务员中选拔出80名担当直达乘务员，并需要分别接受军训及来自中国东方航空的专业培训。此外，列车每个乘务员的服装均为量身定做、具有西北特色的新制服，与传统铁路服有明显区别。
| 车厢编号 | 1-13         | 14         | 15               | 16-19        |
| 车型     | YW25T 硬卧车 | CA25T 餐车 | RW19T 高级软卧车 | RW25T 软卧车 |

## 机车交路
Z55/56次列车全程由配属兰州铁路局兰州西机务段的和谐3D型电力机车担当直通牵引任务，由兰州西机务段、迎水桥机务段、太原机务段（属太原铁路局）跨局轮乘，机车乘务员分别在中卫站及太原站换乘。
| 车站区段               | 兰州 ↔ 北京西                                                 |
| 本务机车 配属 司机更替 | 和谐3D型电力机车 兰局兰段 兰州/迎水桥/太原司机在中卫/太原轮乘 |

## 时刻表

### 现行时刻
- 数据截至2025年7月1日第三季度调图[11]。

| Z55次 | Z55次 | Z55次 | Z55次 | 停靠站 | Z56次 | Z56次 | Z56次 | Z56次 |
| 里程  | 天数  | 到点  | 开点  | 停靠站 | 到点  | 开点  | 天数  | 里程  |
| ----- | ----- | ----- | ----- | ------ | ----- | ----- | ----- | ----- |
| 0     | 当日  | —     | 14:52 | 北京西 | 13:39 | —     | 次日  | 1569  |
| 146   | 当日  | 16:12 | 16:15 | 保定   | ↑     | ↑     | 次日  | —     |
| 395   | 当日  | 18:55 | 19:06 | 阳泉北 | ↑     | ↑     | 次日  | —     |
| 516   | 当日  | 19:57 | 20:08 | 太原   | ↑     | ↑     | 次日  | —     |
| —     | 当日  | ↓     | ↓     | 太原南 | 08:56 | 09:06 | 次日  | 1045  |
| —     | 当日  | ↓     | ↓     | 呂梁   | 07:25 | 07:29 | 次日  | 872   |
| 1263  | 次日  | 02:35 | 02:43 | 中卫   | 02:19 | 02:29 | 次日  | 306   |
| 1569  | 次日  | 07:43 | —     | 兰州   | —     | 21:18 | 当日  | 0     |

### 历史时刻
| Z55次 | Z55次 | Z55次 | Z55次 | 停靠站   | Z56次 | Z56次 | Z56次 | Z56次 |
| 里程  | 天数  | 到点  | 开点  | 停靠站   | 到点  | 开点  | 天数  | 里程  |
| ----- | ----- | ----- | ----- | -------- | ----- | ----- | ----- | ----- |
| 0     | 当日  | —     | 14:52 | 北京西   | 13:38 | —     | 次日  | 1569  |
| 146   | 当日  | 16:12 | 16:14 | 保定     | ↑     | ↑     | 次日  | —     |
| 291   | 当日  | 17:41 | 17:57 | 石家庄北 | 10:58 | 11:04 | 次日  | 1278  |
| 395   | 当日  | 18:52 | 19:04 | 阳泉北   | ↑     | ↑     | 次日  | —     |
| 516   | 当日  | 19:55 | 20:06 | 太原     | ↑     | ↑     | 次日  | —     |
| —     | 当日  | ↓     | ↓     | 太原南   | 08:56 | 09:06 | 次日  | 1045  |
| —     | 当日  | ↓     | ↓     | 呂梁     | 07:25 | 07:29 | 次日  | 872   |
| 1263  | 次日  | 02:35 | 02:43 | 中卫     | 02:19 | 02:29 | 次日  | 306   |
| 1569  | 次日  | 07:43 | —     | 兰州     | —     | 21:18 | 当日  | 0     |